# Long Beach (Californien)
Long Beach er en by i den sydlige del af Los Angeles County i Californien, på vestkysten af USA. Byen ligger cirka 30 kilometer syd for Los Angeles.
Long Beach er indbyggermæssigt den 35.-største by i USA, den femtestørste i Californien og den næststørste i Los Angeles County.
Havnen i Long Beach er en af verdens største. Byen har også stor en olieindustri, både offshore og på land.  Andre industrier er flyindustri, bildelerindustri, elektronik- og videoindustri samt møbelindustri.  Store selskaber med hovedkvarter i byen er blandt andre Epson America, Molina Healtcare, Scan Health Care og Polar Air Cargo.  Den hastige udvikling af højteknologiindustrien og flyindustrien har bidraget til at byen er vokset.
Byen var tidligere især kendt som badeby.  The Pike, en forlystelsespark ved vandkanten, tiltrak turister fra 1902 til 1960'erne.  Long Beach blev kendt som "Iowa by the sea" ("Iowa ved havet") på grund af de mange turister fra USA's nordstater (Midtvesten).

## Kendte personer fra Long Beach
- Nicolas Cage, skuespiller
- Cameron Diaz, skuespiller
- Nate Dogg, hip hop musiker
- Snoop Dogg, hip hop musiker
- Jennette McCurdy, barneskuespiller og sanger
- Frank Ocean,  R&B-sanger
- Warren G, hip hop musiker
- Vania King, tennisspiller
- McKayla Maroney, gymnast

## Søsterbyer
Long Beach har Pr.  juni 2016[ref] følgende venskabsbyer:
| - Qingdao, Kina - Yokkaichi, Japan | - Mombasa, Kenya - Sotji, Rusland | - Phnom Penh, Cambodja |

## Reference
1. ↑  Navnet er anført på engelsk og stammer fra Wikidata hvor navnet endnu ikke findes på dansk.
2. ↑  www.longbeach.gov, hentet 15. februar 2023 (fra Wikidata).
3. ↑  USA's folketælling fra 2020, hentet 1. januar 2022 (fra Wikidata).
4. ↑  Long Beach City Guide
5. ↑  "Long Beach – Qingdao Sister Cities Association".